# The Soul and Gone
The Soul and Gone ist ein Jazzalbum von Harris Eisenstadt (geboren 1975). Die am 5. und 6. Oktober 2004 im Studio 3030 in Chicago entstandenen Aufnahmen erschienen 2005 auf 482 Music.

## Hintergrund
Die Aufnahmen entstanden nach einem Aufenthalt des Komponisten und Schlagzeuger Harris Eisenstadt in Chicago, bei dem er in der dortigen Jazz- und Improvisationsszene arbeitete. Nach seiner Rückkehr nach Los Angeles schrieb er einige Partituren für die geplante Formation, die er mit dem Holzbläser Jason Mears schuf und das Album The Soul and Gone vorbereitete. Für die Aufnahmen im Sextett holte er auch Jason Adasiewicz (Vibraphon), Jeb Bishop (Posaune), Jason Roebke (Bass) und Jeff Parker (Gitarre).
a

## Titelliste
- Harris Eisenstadt: The Soul and Gone (482 Music 482-1042)[2]

1. The Evidence Of Absence Is Not Necessarily The Absence Of Evidence 12:31
2. Three Breaths 8:49
3. Portait Of Holden Caulfield 7:48
4. Posauno Y Schlagwerk – Between a Rock 15:37
5. Kola #2 (Reduction) 8:12
6. Seed (For Henryk Gorecki) 8:29
7. And a Hard Place 8:18

- Alle Kompositionen stammen von Harris Eisenstadt.

## Rezeption
François Couture verlieh dem Album in Allmusic vier Sterne und meinte, der Vandermark 5-Posaunist Jeb Bishop und der Tortoise-Gitarrist Jeff Parker seien die bekanntesten Stimmen in der Gruppe und erfüllten die Erwartungen, die ihre Namen weckten. „The Evidence of Absence Is Not Necessarily the Absence of Evidence“ sei „seiner witzigen Komplexität, seinem Swing und seinem engen Ensemblespiel“ das unbestrittene Highlight des Albums, obwohl „And a Hard Place“ mit seinem langsamen, schweren Thema und einem weiteren Solo von Bishop ein hervorragender Anwärter auf den Titel sei. Eisenstadts Musik basiere oft mehr auf Melodien als auf Beats, was bei komponierenden Schlagzeugern nicht üblich sei. Couture bezeichnet es als eines der besten amerikanischen Creative-Jazz-Veröffentlichungen des Jahres 2005.
Nach Ansicht von Rex Butters, der das Album in All About Jazz rezensierte, bringt Eisenstadt einen etwas jazzigeren Ansatz in diese Musik. Er greife immer noch auf zeitgenössische klassische und weltmusikalische Elemente zurück und schaffe einzigartige und überzeugende Klanglandschaften für seine Weltklasse-Band. Für den Autor dokumentierte The Soul and Gone 2006 die aufstrebende Karriere von Harris Eisenstadt und gleichzeitig auch ein Gipfeltreffen zwischen großen Improvisatoren von der Westküste und dem Mittleren Westen der USA.

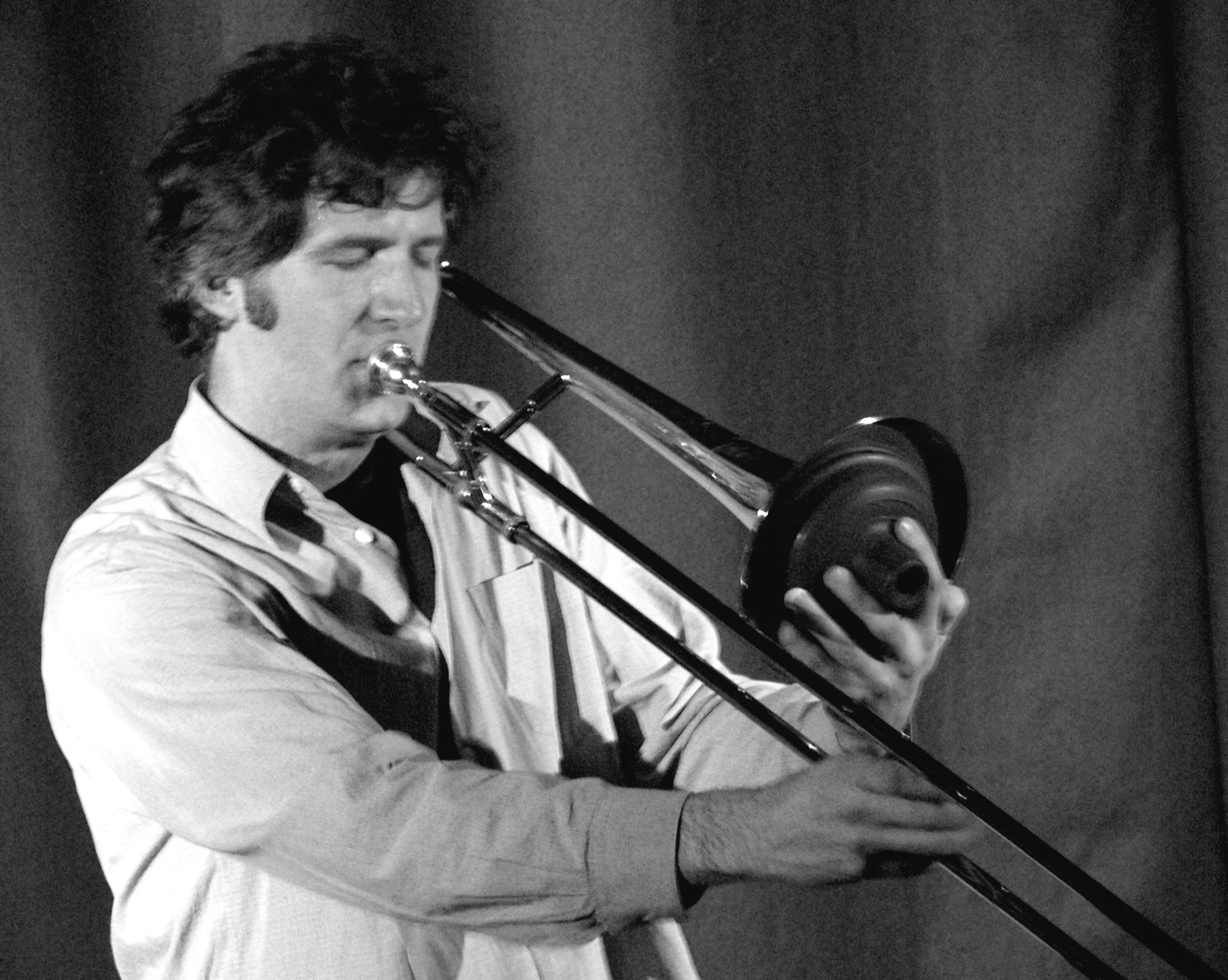
Jeb Bishop (Foto: Seth Tisue)

Ebenfalls in All About Jazz schrieb Jerry Dsouza, alle Spieler hätten „durchwegs Monumente klanglicher Pracht geschaffen.“ Es gäbe „eine ständige Verschiebung von Betonunmitg und Schattierung, Subtilität und Betonung, Impuls ausgeglichen mit Reflexion.“ Der Weg zur Entdeckung sei ein ständiges Abenteuer, das The Soul and Gone zu einem anregenden Album mache.
Chris Kelsey kritisierte in JazzTimes, die posttonalen Kompositionen von Schlagzeuger Harris Eisenstadt für Sextett sind interessant, aber seine Band scheine mit dem Material zu The Soul and Gone nie ganz zufrieden zu sein. Es herrsche viel leises Durcheinander – schneller Austausch von zufälligen, lauten Gesten – und viel Klingen und Klirren, unsichere Ein- und Ausgänge. Die Unsicherheit sei auffällig. Bemerkenswert sei der Dolphyeske „Kola # 2“; es sei „der beste Wurf, einfach weil es am unbefangensten ist: Eisenstadt swingt leicht, Roebke geht eine gute Linie und der Altist Jason Mears macht eine schöne Free-Bop-Drehung.“